# Ruschia vetovalida
Ruschia vetovalida är en isörtsväxtart som beskrevs av H.E.K. Hartmann. Ruschia vetovalida ingår i släktet Ruschia och familjen isörtsväxter. Inga underarter finns listade i Catalogue of Life.